# Diahann Carroll

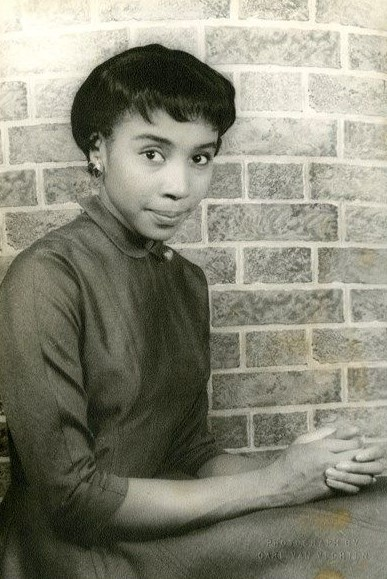
Diahann Carroll, 1955

Diahann Carroll, eigentlich Carol Diahann Johnson (* 17. Juli 1935 in der Bronx, New York City, New York; † 4. Oktober 2019 in Los Angeles, Kalifornien), war eine US-amerikanische Schauspielerin und Sängerin.

## Leben und Karriere
Diahann Carroll wuchs in Harlem auf und war bereits im Jugendalter als Model tätig. Durch ihre Teilnahme an der Fernsehshow Chance of a Lifetime wurde sie 1954 erstmals einem breiten Publikum bekannt. Als Schauspielerin konnte sie sich mit den Filmen Carmen Jones (1954) und Porgy und Bess (1959) etablieren, die zu den ersten großen Hollywood-Filmen mit überwiegend afroamerikanischer Besetzung gehörten. In beiden Filmen spielte sie unter der Regie von Otto Preminger. Im Jahre 1962 – zum 45. Geburtstag von John F. Kennedy – sang sie im Regierungssitz des Präsidenten, dem Weißen Haus, vor illustren Gästen. Anwesend waren unter anderem: Marilyn Monroe (nachdem sie das berühmte Happy Birthday, Mr. President gesungen hatte), Maria Callas, Jack Benny, Isadore Miller und viele andere.
Ebenfalls 1962 wurde sie als erste afroamerikanische Frau mit dem Tony Award ausgezeichnet: Sie hatte die Hauptrolle in dem Musical No Strings von Richard Rodgers und Samuel A. Taylor gespielt. 1968 durchbrach Carroll mit der Hauptrolle einer Krankenschwester in der amerikanischen Fernsehserie Julia erneut eine Schallmauer. Julia gilt als die vielleicht erste US-amerikanische Fernsehserie, die eine afroamerikanische Hauptfigur ohne Vorurteile darstellte. Die Rolle der Julia brachte ihr 1968 einen Golden Globe Award ein. Nach Carrolls Vorbild wurde eine dunkelhäutige Barbie-Puppe hergestellt. 1975 war sie für die Hauptrolle in Claudine, einer Mischung aus Sozialdrama und Komödie, für den Oscar in der Kategorie Beste Hauptdarstellerin nominiert.

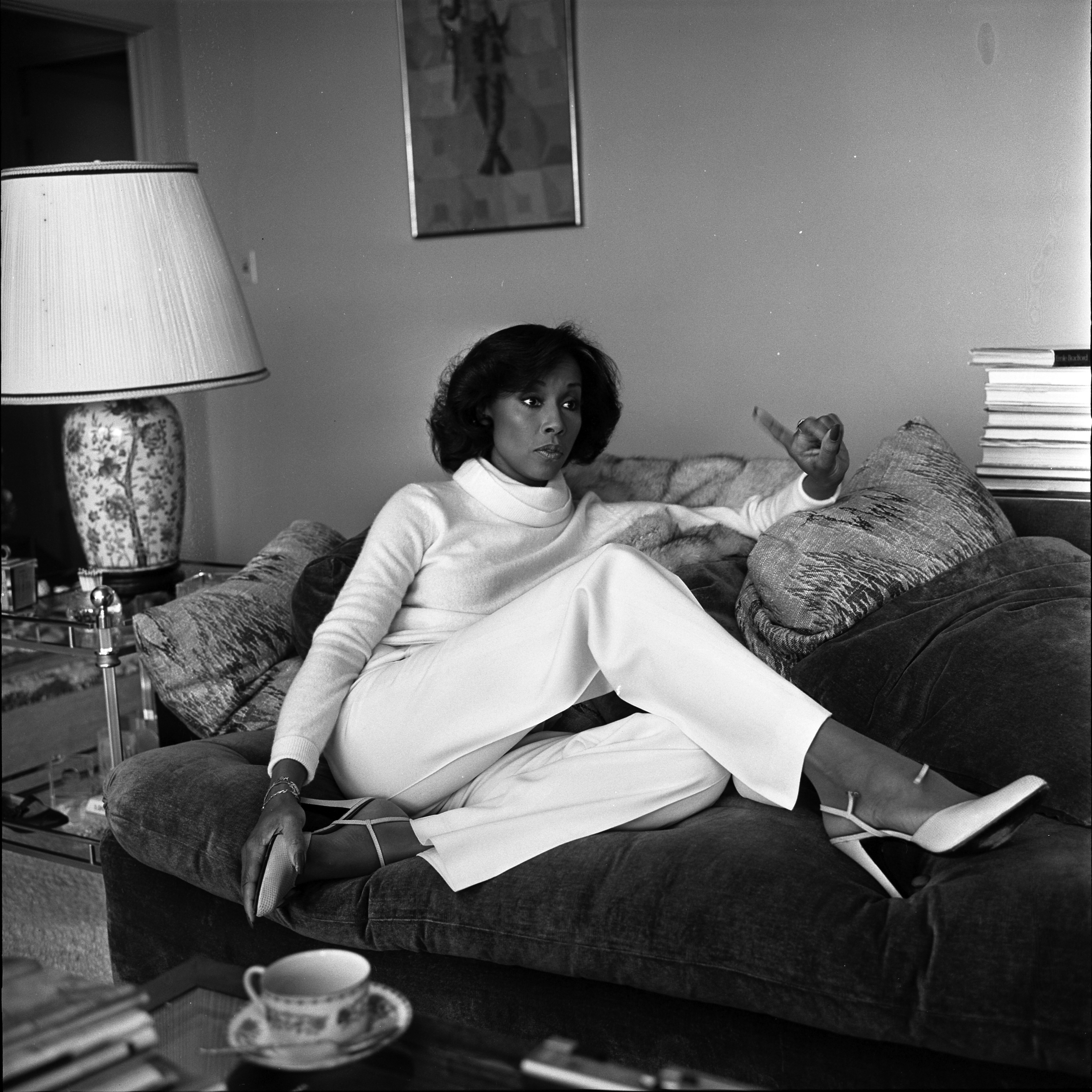
Diahann Carroll (1979)

Gleichfalls als erste afro-amerikanische Schauspielerin übernahm Diahann Carroll eine Hauptrolle in einer Prime-Time-Soap: Von 1984 bis 1987 spielte sie als Nachtclubbesitzerin „Dominique Deveraux“ eine der Hauptrollen in der Erfolgsserie Der Denver-Clan. Die Rolle der Dominique spielte sie erneut einige Folgen lang im Spin-off Die Colbys. Im neuen Jahrtausend war Diahann Carroll häufiger in verschiedenen Fernsehserien zu sehen, wie beispielsweise als Mutter von Dr. Preston Burke (Isaiah Washington) in Grey’s Anatomy und als June in 27 Folgen der Serie White Collar. Ihre letzte Filmrolle übernahm sie 2016 in dem Boxerdrama The Masked Saint.
Unter eigenem Namen legte Carroll eine Reihe von Alben vor wie Diahann Carroll Sings Harold Arlen Songs (mit Ralph Burns), Porgy and Bess-Highlights (u. a. mit André Previn) und A Tribute to Ethel Waters (mit dem Duke Ellington Orchestra).
Carroll war viermal verheiratet, zuletzt von 1987 bis zur Scheidung 1996 mit dem Sänger Vic Damone. Anfang der 1970er-Jahre hatte sie ebenfalls eine mehrjährige Beziehung mit dem Journalisten David Frost. Aus ihrer ersten Ehe hatte sie eine Tochter. Diahann Carroll starb im Oktober 2019 im Alter von 84 Jahren an den Folgen von Brustkrebs.

## Filmografie (Auswahl)
- 1954: Carmen Jones
- 1959: Porgy und Bess (Porgy and Bess)
- 1960: Peter Gunn (Fernsehserie, Folge 2x23)
- 1961: Lieben Sie Brahms? (Goodbye Again)
- 1961: Paris Blues
- 1962: Gnadenlose Stadt (Naked City, Fernsehserie, Folge 4x10)
- 1967: Morgen ist ein neuer Tag (Hurry Sundown)
- 1968: Bullen – wie lange wollt ihr leben? (The Split)
- 1968–1971: Julia (Fernsehserie, 86 Folgen)
- 1974: Claudine
- 1975: Todesschreie (Death Scream, Fernsehfilm)
- 1977: Love Boat (The Love Boat, Fernsehserie, Folge 1x05)
- 1978: The Star Wars Holiday Special (Fernsehfilm)
- 1979: Roots – Die nächsten Generationen (Roots: The Next Generations, Miniserie, Folge 1x06)
- 1979: Schwarz bin ich, stolz bin ich (I Know Why the Caged Bird Sings)
- 1982: Sister, Sister (Fernsehfilm)
- 1984: That’s Singing: The Best of Broadway
- 1984–1987: Der Denver-Clan (Dynasty, Fernsehserie, 73 Folgen)
- 1985–1986: Das Imperium – Die Colbys (The Colbys, Fernsehserie, 7 Folgen)
- 1989: Schattenreich des Todes (From the Dead of Night, Fernsehfilm)
- 1989–1993: College Fieber (A Different World, Fernsehserie, 9 Folgen)
- 1990: Mord in schwarz/weiß (Murder in Black and White, Fernsehfilm)
- 1990: Mo’ Better Blues
- 1991: The Five Heartbeats
- 1992: Color Adjustment
- 1994: Daddy schafft uns alle (Evening Shade, Fernsehserie, Folge 4x17)
- 1994: Perry Mason – McKenzie und der erpresserische Moderator (A Perry Mason Mystery: The Case of the Lethal Lifestyle, Fernsehfilm)
- 1994–1995: Wildes Land (Lonesome Dove, Miniserie, 7 Folgen)
- 1995: Ein Hauch von Himmel (Touched by an Angel, Fernsehserie, Folge 2x04)
- 1997: Eve’s Bayou – Im Bann der Lügen (Eve’s Bayou)
- 1998: Das schönste Geschenk (The Sweetest Gift, Fernsehfilm)
- 1998: Intimate Portrait: Diahann Carroll Actor (Dokumentarfilm)
- 1999: Essig und Melasse – Das schwarze Amerika erwacht (Having Our Say: The Delany Sisters’ First 100 Years, Fernsehfilm)
- 1999: Jackie’s Back! (Fernsehfilm)
- 2000: Livin’ For Love: The Natalie Cole Story (Fernsehfilm)
- 2000: The Courage to Love (Fernsehfilm)
- 2003: Strong Medicine: Zwei Ärztinnen wie Feuer und Eis (Strong Medicine, Fernsehserie, Folge 4x14)
- 2006–2007: Grey’s Anatomy (Fernsehserie, 5 Folgen)
- 2009–2014: White Collar (Fernsehserie, 27 Folgen)
- 2010: Patricia Cornwell: Gefahr (At Risk, Fernsehfilm)
- 2010: Patricia Cornwell: Undercover (The Front, Fernsehfilm)
- 2013: Schwiegereltern inklusive (Tyler Perry Presents Peeples)
- 2016: The Masked Saint

## Diskographische Hinweise
- Diahann Carroll Sings Harold Arlen Songs (RCA, 1957)
- Best Beat Forward (Vik, 1957)
- Porgy and Bess-Highlights (United Artists, 1959), mit André Previn, Joe Mondragon, Larry Bunker, Red Mitchell, Frank Capp
- The Persian Room Presents (United Artists, 1960)
- Fun Life (Atlantic, 1969)
- Diahann Carroll with the Duke Ellington Orchestra: A Tribute to Ethel Waters (Orinda, 1978)
- The Time of My Life (Sterling, 1997), mit Glenn Drewes, Harry Allen, Mike Renzi, Jay Berliner, Paul West, Ben Brown, Allan Schwarztberg